# Konak (İzmir)
Pour les articles homonymes, voir Konak.

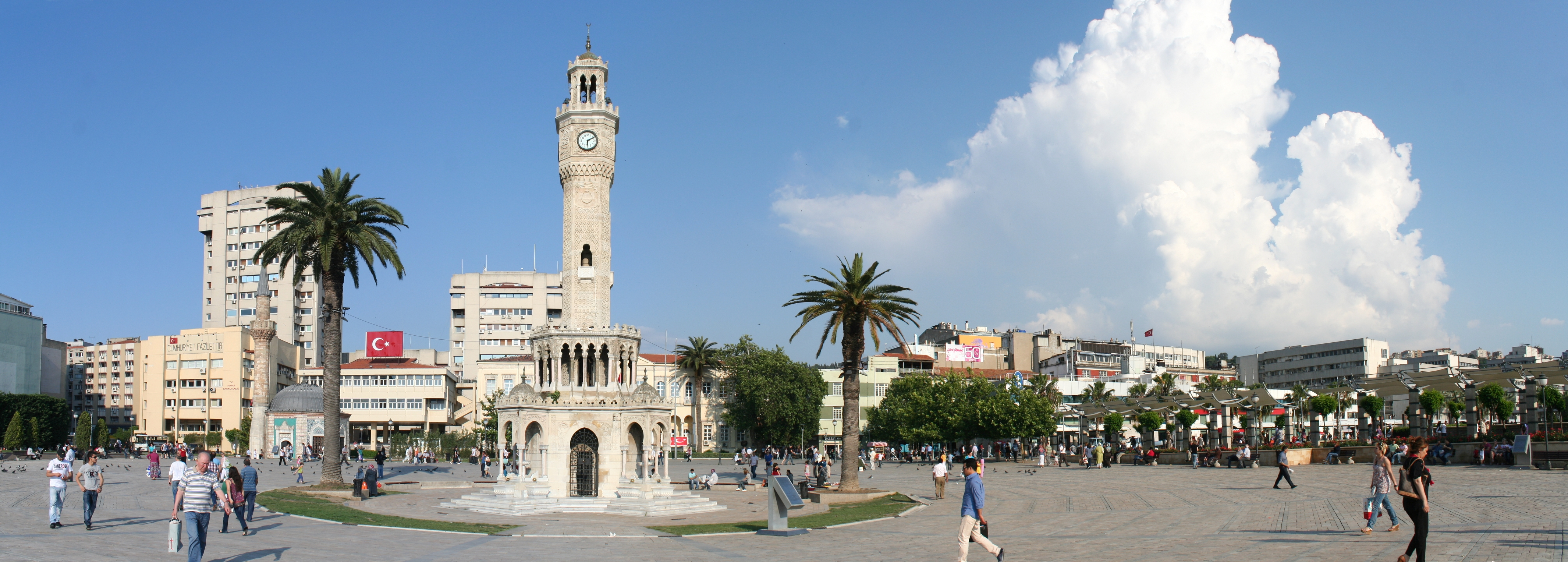
Konak Square

Konak est une ville et un district de la province d'İzmir dans la région égéenne en Turquie.